# Marolles-en-Brie, Val-de-Marne
Marolles-en-Brie är en kommun i departementet Val-de-Marne i regionen Île-de-France i norra Frankrike. Kommunen ligger i kantonen Villecresnes som tillhör arrondissementet Créteil. År 2022 hade Marolles-en-Brie 4 685 invånare.

## Befolkningsutveckling
Antalet invånare i kommunen Marolles-en-Brie
| Referens: INSEE |